# Malapur, Hangal
Malapur là một làng thuộc tehsil Hangal, huyện Haveri, bang Karnataka, Ấn Độ.